# ألكساندرو شيميكو
ألكساندرو شيميكو (بالرومانية: Alexandru Șimicu) مواليد 8 أكتوبر 1988 في تيميشوارا، هو لاعب كرة يد روماني يلعب كظهير أيسر. يلعب حاليا مع نادي سانت رافاييل لكرة اليد ويحمل الرقم 4. مثل منتخب رومانيا لكرة اليد.

## المسيرة الاحترافية
لعب مع بوليتخنيكا تيميشوارا في الدوري الروماني في سنة 2011، ثم لعب مع دوبروجا سود كونستانتسا من سنة 2011 إلى 2014، ثم لعب مع نادي سانت رافاييل لكرة اليد في الدوري الفرنسي في سنة 2015.

## الإنجازات
- الدوري الروماني لكرة اليد:
  - الفوز: 2011–12، 2012–13، 2013–14
- كأس أوروبا لكرة اليد:
  - النهائي: كأس أوروبا لكرة اليد 2014–15
  - المركز الرابع: كأس أوروبا لكرة اليد 2013–14
- الدوري الفرنسي لكرة اليد:
  - الوصافة: 2016

## روابط خارجية
- ألكساندرو شيميكو على موقع الاتحاد الأوروبي لكرة اليد (الإنجليزية)
- ألكساندرو شيميكو على موقع الاتحاد الفرنسي لكرة اليد (الفرنسية)